# Brodski Stupnik
Brodski Stupnik (do roku 1890 pouze Stupnik, poté až do roku 1900 Stupnik Slavonski, srbsky Бродски Ступник, maďarsky Sztupnok) je vesnice a správní středisko stejnojmenné opčiny v Chorvatsku v Brodsko-posávské župě. Nachází se na úpatí pohoří Dilj, asi 15 km západně od Slavonského Brodu. V roce 2011 žilo v Brodském Stupniku 1 586 obyvatel, v celé opčině pak 3 036 obyvatel.
Součástí opčiny jsou celkem čtyři trvale obydlené vesnice. Dříve byla součástí opčiny i vesnice Odvorci, která se stala v roce 1880 součástí vesnice Krajačići.
- Brodski Stupnik – 1 586 obyvatel
- Krajačići – 118 obyvatel
- Lovčić – 63 obyvatel
- Stari Slatinik – 1 269 obyvatel

Opčinou prochází státní silnice D525 a župní silnice Ž4186, Ž4205 a Ž4244. Jižně od Brodského Stupniku prochází dálnice A3, na níž se nachází po vesnici pojmenovaná odpočívka Odmorište Brodski Stupnik. 